# Bajadasaurus
Bajadasaurus („ještěr ze souvrství Bajada Colorada“) byl rod neosauropodního dinosaura z čeledi dikreosauridů, který žil v období rané křídy (asi před 135 miliony let) na území dnešní argentinské Patagonie. Fosilie tohoto středně velkého sauropoda byly objeveny v sedimentech souvrství Bajada Colorada a formálně byly popsány na začátku roku 2019.

## Popis
Nejvíce nápadným anatomickým znakem druhu B. pronuspinax jsou jeho výrazně prodloužené neurální výběžky na krčních obratlích, které vytvářejí na dorzální straně jeho krku hradbu ostrých bodců. Ty zřejmě sloužily těmto dikreosauridním dinosaurům v pasivní obraně proti teropodům, mohly ale být také produktem pohlavního výběru u samců.
Podle odborné práce publikované roku 2022 mohli být tito sauropodní dinosauři vybaveni jakýmsi "krčním hřebenem" z natažené kůže mezi trnovými výběžky cervikálních obratlů, který sloužil nejspíš k signalizační funkci.

### Česká literatura
- SOCHA, Vladimír (2021). Dinosauři – rekordy a zajímavosti. Nakladatelství Kazda, str. 67.